# Potoci (Istočni Drvar, BiH)
Potoci su naseljeno mjesto u općini Istočni Drvar, Republika Srpska, BiH.

## Povijest
Do potpisivanja Daytonskog mirovnog sporazuma bilo je dio istoimenog naseljenog mjesta u sastavu općine Drvar koja je ušla u sastav Federacije BiH.

## Stanovništvo
Na popisu 1961. u Potocima je živjelo 298 stanovnika, od čega:
- Srba 289
- Hrvata 7
- ostali

Nacionalni sastav stanovništva 2013. godine, bio je sljedeći:
ukupno: 41
- Srbi - 40
- Hrvati - 1

## Vanjske poveznice
- Satelitska snimka  Arhivirana inačica izvorne stranice od 5. ožujka 2021. (Wayback Machine)